# Marie Benedict

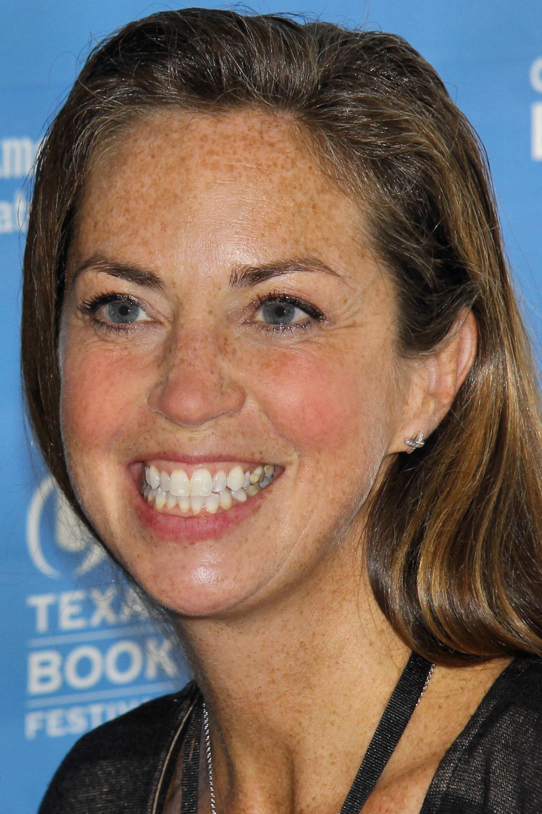
Marie Benedict (2013)

Marie Benedict (* 1973 in Pittsburgh, Pennsylvania als Heather Marie Benedict) ist eine US-amerikanische Schriftstellerin, welche auch unter dem Namen Heather Terrell (seit 2002 ist sie mit Jim Terrell verheiratet) Bücher veröffentlicht hat.

## Leben
Marie Benedict ist die Älteste von 6 Geschwistern. Ihr Vater und ihr Großvater waren Juristen. Nach der High School studierte sie erst Geschichte und Kunstgeschichte am Boston College, bevor sie dann – gemäß der Familientradition – ein Studium der Rechtswissenschaft an der Boston University School of Law erfolgreich absolvierte. Nach dem Studium war sie 10 Jahre bei 2 großen Anwaltskanzleien in New York City tätig, bevor sie sich ganz dem Schreiben widmete. Die Autorin ist verheiratet und hat 2 Söhne.

## Werke
Marie Benedict, welche sich von der Autorin Marion Zimmer Bradley inspiriert fühlt, insbesondere wie diese Frauen beschreibt, begann ab 2007 unter dem Namen Heather Terrell historische Romane von verschiedenen Schauplätzen wie den Niederlanden, China oder Irland zu veröffentlichen. Ab 2010 erschienen dann ebenfalls unter der Autorenbezeichnung  Heather Terrell Fantasy-Romane von ihr, welche teilweise vom Ullstein Verlag auch auf Deutsch übersetzt wurden.
Seit 2016 verfolgt Benedict ein Projekt, in welchem sie in historischen Biografien die besonderen Leistungen von Frauen thematisiert. Ihr erster Roman aus dieser Reihe beschäftigt sich mit Albert Einsteins erster Ehefrau Mileva Marić. Mit dem dritten Buch aus dieser Biografienserie, dem 2019 erschienenen Only woman in the room über die Filmschauspielerin und Erfinderin Hedy Lamarr, konnte sie sich erstmals mit einem ihrer Buchtitel auf der Bestsellerliste der New York Times platzieren.
Beim Verlag Kiepenheuer & Witsch werden Bücher aus dieser historischen Biografienreihe unter dem Reihentitel Starke Frauen im Schatten der Weltgeschichte, in der Übersetzung von Marieke Heimburger, auch auf Deutsch veröffentlicht.

### Marie Benedict
- Other Einstein – a novel, Sourcebooks Landmark, 2016
  - deutsch: Frau Einstein, Kiepenheuer & Witsch, 2018
- Carnegie’s maid, Sourcebooks Landmark, 2018
- Only Woman in the room, Sourcebooks Landmark, 2019 
  - deutsch: Die einzige Frau im Raum. Kiepenheuer & Witsch, 2023
- Lady Clementine, Sourcebooks Landmark, 2020
  - deutsch: Lady Churchill, Kiepenheuer & Witsch, 2021
- Mystery of Mrs. Christie, Sourcebooks Landmark, 2021
  - deutsch: Mrs Agatha Christie, Kiepenheuer & Witsch, 2022
- Personal librarian (mit Victoria Christopher Murray), Berkley, 2021
- Her hidden genius, Sourcebooks Landmark, 2022

### Heather Terrell
- Chrysalis – a novel, Ballantine books, 2007
- Map thief – a novel, Ballantine books, 2008
- Brigid of Kildare – a novel, Ballantine books, 2009
- Fallen Angel, HarperTeen, 2010
  - deutsch: Die Chronik der Nephilim / Auf den Schwingen der Nacht, Ullstein, 2010
- Eternity : a fallen angel novel, HarperTeen, 2011
  - deutsch: Die Chronik der Nephilim / Jenseits des Mondes, Ullstein, 2011
- Relic, Soho Teen, 2013
- Boundary, Soho Teen, 2014